# Chris Christenson
Chris Christenson (* 1875 in Norwegen; † 1943 in Saint Paul, Minnesota, USA) war ein US-amerikanischer Eiskunstläufer, der im Einzellauf startete.
Christenson und seine Familie emigrierten von Norwegen in die USA, als er acht Jahre alt war. Zuerst wohnten sie in Wisconsin und dann in Saint Paul, Minnesota, wo er später für den dortigen Eiskunstlaufverein Twin City FSC startete. Im Jahr 1914 begann Christenson, erst im Alter von 39 Jahren, mit dem Eiskunstlaufen. Im Zeitraum von 1920 bis 1926 nahm er sechsmal an nationalen Meisterschaften teil. 1923 wurde er Vizemeister hinter Sherwin Badger, 1924 Dritter und 1926 wurde er in Boston, vor dem Lokalmatador Nathaniel Niles, schließlich Meister. Zum Zeitpunkt seiner Meisterschaft war er 51 Jahre alt, was ihn zum ältesten US-amerikanischen Eiskunstlaufmeister im Herreneinzel in der Geschichte machte. 